# Sub Command
Sub Command ist eine U-Boot-Simulation aus dem Jahre 2001 von Entwickler Sonalysts und Publisher Electronic Arts. Das Computerspiel ist der Nachfolger von 688(i) Hunter Killer. Der Nachfolger heißt Dangerous Waters.

## Spielprinzip
Der Spieler erhält die Auswahl über drei real existierende U-Boot-Typen. Dies sind auf Seite der United States Navy die Los-Angeles-Klasse und die Seawolf-Klasse und auf Seiten Russlands die U-Boote der Akula-Klasse. Abgesehen von einem ausblendbaren, kleinen Fenster, in dem das jeweils ausgewählte Ziel angezeigt wird, kommt das Spiel gänzlich ohne 3D-Grafiken aus. Sub Command läuft in Echtzeit, kann jedoch in fünf Stufen bis auf achtfache Geschwindigkeit der Zeit beschleunigt werden. Sub Command enthält einen Mehrspielermodus, bei dem mehrere U-Boot-Kapitäne zusammen oder gegeneinander kämpfen. Hier ist die Zeitbeschleunigung deaktiviert.
Der Spieler wechselt zwischen acht kontrollierbaren Stationen. Dies sind die Kommandozentrale (hier kann die Geschwindigkeit und der Kurs bestimmt werden), Sonar, Radar, Elektronische Gefechtsführung (hier können Radarsignaturen anderer Schiffe und Flugzeuge aufgefangen werden sowie Nachrichten von einem Satelliten geladen werden), Target Motion Analysis (hier muss der Spieler ein Ziel korrekt auffassen, bevor er einen Torpedo feuern kann), Torpedoraum, Karte und Periskop. Der Spieler kann alle diese Stationen selber bemannen; jedoch sind gerade das Sonar und die TMA sehr detailgetreu simuliert, wodurch die Bedienung sehr komplex ist (zum Beispiel sieht der Spieler auf einem Wasserfall-Display eine Frequenzlinie eines Schiffes). Diese muss er dann über das Schmalbandsonar einer Schiffsklasse zuordnen, danach über die Schlagzahl der Schraube die Geschwindigkeit des Schiffes bestimmen. Optional hilft eine Experten-Crew dem Spieler bei der Bedienung.

## Missionen
Es gibt drei (semi-dynamische) Kampagnen zu je 14 Missionen, wobei die Kampagne der Seawolf exakt dieselbe ist wie die der Los-Angeles-Klasse. Dabei sind die Missionen der russischen Seite oft spiegelbildlich zu den US-Navy-Missionen, was den Wiederspielwert erhöhen soll. Die Missionen reichen vom einfachen Erlauschen feindlicher U-Boote über die Bergung eines Satelliten bis zur Zerstörung einer feindlichen Flotte. Es reicht meistens die Erfüllung nur eines Zieles zum Weiterkommen in der Kampagne. Je mehr Ziele man erfüllt, desto einfacher werden die nachfolgenden Missionen.
Zusätzlich gibt es Einzelspielermissionen, bei denen der Spieler zum Beispiel ein bestimmtes Schiff identifizieren und versenken muss, oder auch nur möglichst viele Schiffe in kurzer Zeit beschädigen und versenken.